# (10324) Vladimirov
(10324) Vladimirov est un astéroïde de la ceinture principale.

## Description
(10324) Vladimirov est un astéroïde de la ceinture principale. Il fut découvert le 14 novembre 1990 à Naoutchnyï par Lioudmila Karatchkina. Il présente une orbite caractérisée par un demi-grand axe de 2,42 UA, une excentricité de 0,20 et une inclinaison de 1,6° par rapport à l'écliptique.

## Compléments